# "MUSIC" (早見優のアルバム)
『"MUSIC"』（ミュージック）は、1984年12月1日に発売された早見優の6枚目のオリジナルアルバム。発売元はトーラスレコード。規格品番は、LP:28TR-2055、CT:28TT-1055。

## 概要
これまでのアルバムと異なり、シンガーソングライター系アーティストからの楽曲提供が多くなった作品で、11枚目のシングル「哀愁情句」を含む全10曲が収録されている。年末のリリースだったことから、LPレコードにはオリジナル・カラーピンナップ・カレンダーが封入された。
タイトルの『"MUSIC"』とは、楽曲制作に携わった作家達の名前の頭文字を並べたものになっている。

"M"は村松邦男、"U"は石川優子、"S"は杉真理、"I"は伊藤銀次、"C"はCHAGE(チャゲ)。
2012年に、本作を含むオリジナル・アルバムを全て収めたCD-BOX『Thank YU〜30th Anniversary Special Box〜』が発売された際には、「哀愁情句」のB面曲「不意打ちのランデブー」や、カセット企画『私はTOKYOのストレンジャー』にのみ収録されていた楽曲などのボーナス・トラックが4曲追加され『"MUSIC"+4』としてDisc-6に収録された。
2023年1月11日には本作を含む全アルバムおよび全シングルの配信が解禁された。

## 収録曲

### LP・CT
- 特記以外の編曲：伊藤銀次

#### Side A
1. 麗彩Night
作詞：松井五郎 / 作曲：チャゲ
2. あてもないミステイク
作詞：松本一起 / 作曲：村松邦男
3. ALL OR NOTHING
作詞・作曲：石川優子
4. BORN TO BE LOVED
作詞：Jim Steele / 作曲：杉真理
5. シンデレラ・スターライト
作詞：松本一起 / 作曲：伊藤銀次

#### Side B
1. 情熱ゾーン
作詞・作曲：石川優子
2. 哀愁情句
作詞：銀色夏生 / 作曲：筒美京平 / 編曲：船山基紀
3. Aランクの恋
作詞：松本一起 / 作曲：村松邦男
4. LONELY NIGHT
作詞：Jim Steele / 作曲：杉真理
5. 赤いリボンの物語
作詞：松井五郎 / 作曲：チャゲ

### CD
1. 麗彩Night
2. あてもないミステイク
3. ALL OR NOTHING
4. BORN TO BE LOVED
5. シンデレラ・スターライト
6. 情熱ゾーン
7. 哀愁情句
8. Aランクの恋
9. LONELY NIGHT
10. 赤いリボンの物語

### "MUSIC"+4
1. 麗彩Night
2. あてもないミステイク
3. ALL OR NOTHING
4. BORN TO BE LOVED
5. シンデレラ・スターライト
6. 情熱ゾーン
7. 哀愁情句
8. Aランクの恋
9. LONELY NIGHT
10. 赤いリボンの物語

#### ボーナス・トラック
1. 不意打ちのランデブー
作詞：銀色夏生 / 作曲：筒美京平 / 編曲：船山基紀
  - 「哀愁情句」のB面曲。
2. YOUのミニ・ストーリー "ジョナスとミリア" (後編)
  - 「不意打ちのランデブー」の末尾に収録されたミニドラマ。
3. DISCOイッチ・ニー・サン
作詞：TORII OFF・ICE / 作曲・編曲：Hiroshi Kishimoto
  - カセット企画『私はTOKYOのストレンジャー』収録曲。
4. ロック演歌アロハ・オエッ!
作詞：TORII OFF・ICE / 作曲・編曲：Hiroshi Kishimoto
  - カセット企画『私はTOKYOのストレンジャー』収録曲。

## 参考資料
- 早見優『Thank YU〜30th Anniversary Special Box〜』（ライナーノーツ）ユニバーサルミュージック、2012年4月18日。UPCY-9201。
- 早見優『"MUSIC"』（LPの帯に記載）トーラスレコード、1984年12月1日。28TR-2055。